# 1994年全豪オープン
1994年 全豪オープン（1994ねんぜんごうオープン、Australian Open 1994）は、オーストラリア・メルボルンにある「メルボルン・パーク・ナショナルテニスセンター」にて、1994年1月17日から30日にかけて開催された。

## シード選手

### 男子シングルス
1. ピート・サンプラス　（初優勝）
2. ミヒャエル・シュティヒ　（1回戦）
3. ジム・クーリエ　（ベスト4）
4. ステファン・エドベリ　（ベスト4）
5. ゴラン・イワニセビッチ　（ベスト8）
6. トーマス・ムスター　（ベスト8）
7. セドリック・ピオリーン　（1回戦）
8. ペトル・コルダ　（1回戦）
9. トッド・マーティン　（準優勝）
10. マグナス・グスタフソン　（ベスト8）
11. マルク・ロセ　（3回戦）
12. アレクサンドル・ボルコフ　（4回戦）
13. ウェイン・フェレイラ　（4回戦）
14. カレル・ノバチェク　（3回戦）
15. イワン・レンドル　（4回戦）
16. アルノー・ブッチ　（2回戦）

### 女子シングルス
1. シュテフィ・グラフ　（優勝、4年ぶり4度目）
2. アランチャ・サンチェス・ビカリオ　（準優勝）
3. コンチタ・マルチネス　（ベスト8）
4. ガブリエラ・サバティーニ　（ベスト4）
5. ヤナ・ノボトナ　（ベスト8）
6. メアリー・ジョー・フェルナンデス　（4回戦）
7. アンケ・フーバー　（3回戦）
8. マニュエラ・マレーバ・フラニエール　（ベスト8）
9. マリー・ピエルス　（4回戦）
10. 伊達公子　（ベスト4）
11. ジーナ・ガリソン　（1回戦）
12. アマンダ・クッツァー　（2回戦）
13. ヘレナ・スコバ　（3回戦）
14. マグダレナ・マレーバ　（4回戦）
15. ナタリー・トージア　（1回戦）
16. リンゼイ・ダベンポート　（ベスト8）

## 大会経過

### 男子シングルス
準々決勝
- ピート・サンプラス vs.  マグナス・グスタフソン　7-6, 2-6, 6-3, 7-6
- ジム・クーリエ vs.  ゴラン・イワニセビッチ　7-6, 6-4, 6-2
- ステファン・エドベリ vs.  トーマス・ムスター　6-2, 6-3, 6-4
- トッド・マーティン vs.  マラビーヤ・ワシントン　6-2, 7-6, 7-6

準決勝
- ピート・サンプラス vs.  ジム・クーリエ　6-3, 6-4, 6-4
- トッド・マーティン vs.  ステファン・エドベリ　3-6, 7-6, 7-6, 7-6

### 女子シングルス
準々決勝
- シュテフィ・グラフ vs.  リンゼイ・ダベンポート　6-3, 6-2
- 伊達公子 vs.  コンチタ・マルチネス　6-2, 4-6, 6-3
- ガブリエラ・サバティーニ vs.  ヤナ・ノボトナ　6-3, 6-4
- アランチャ・サンチェス・ビカリオ vs.  マニュエラ・マレーバ・フラニエール　7-6, 6-4

準決勝
- シュテフィ・グラフ vs.  伊達公子　6-3, 6-3
- アランチャ・サンチェス・ビカリオ vs.  ガブリエラ・サバティーニ　6-1, 6-2

## 決勝戦の結果
- 男子シングルス： ピート・サンプラス vs.  トッド・マーティン　7-6, 6-4, 6-4
- 女子シングルス： シュテフィ・グラフ vs.  アランチャ・サンチェス・ビカリオ　6-0, 6-2
- 男子ダブルス： ヤッコ・エルティン＆ ポール・ハーフース vs.  バイロン・ブラック＆ ジョナサン・スターク　6-7, 6-3, 6-4, 6-3
- 女子ダブルス： ジジ・フェルナンデス＆ ナターシャ・ズベレワ vs.  パティ・フェンディック＆ メレディス・マグラス　6-3, 4-6, 6-4
- 混合ダブルス： アンドレイ・オルホフスキー＆ ラリサ・ネーランド vs.  トッド・ウッドブリッジ＆ ヘレナ・スコバ　7-5, 6-7, 6-2

## みどころ
- 女子シングルスで、伊達公子が日本人女子選手として1973年の沢松和子以来「21年ぶり」の全豪オープン準決勝進出を成し遂げた。第10シードの伊達は、準々決勝で第3シードのコンチタ・マルチネスを 6-2, 4-6, 6-3 で破ったが、続く準決勝で第1シードのシュテフィ・グラフに 3-6, 3-6 で敗れた。これが伊達の最初の4大大会準決勝進出である。